# كرش الغابة
كرش الغابة منطقة قديمة تقع شمال العاصمة تونس ومعظم أجزائها تابع لولاية أريانة بالجمهورية التونسية. وتمّ إطلاق هذا الاسم على المنطقة لأنّها كانت إلى حدود التسعينات من القرن الماضي عبارة عن غابات تتخللها بعض المزارع والأراضي الفلاحية والمعمّرات الإيطالية الّتي تعرف محلّيّا بالفيرمات وحيث كانت في السابق تصعب الوصول إليها أو التّنقل نحوها إلا لمن يقصدها لذاتها. لهذا أطلق عليها السّكان القدماء اسم «كرش الغابة» أو بطن الغابة بالعربية الفصحى.

## حدودها الجغرافية
يحد ما كان يعرف سابقا بمنطقة كرش الغابة حاليّا:

### جنوبا
العمران الأعلى وحي ابن خلدون والمنار 1 و2.

### شمالا
المنيهلة والصنهاجي وأريانة القديمة

### غربا
حي الانطلاقة وحي التضامن

### شمالا
المنازه 9 و 8 و 7
على أنّ كثيرين يعتبرون أنّ المنازه والمنارات ومنطقة المنيهلة هي أجزاء من كرش الغابة ذاتها نظرا لتداخل الأراضي وتماهي الجغرافيا الطبيعية وبنية المنطقة.

## الأسماء القديمة والجديدة للمنطقة
كانت منطقة كرش الغابة مقسمة من قبل السكان المحليين إلى:

### فج الريح
وهي المنطقة الجنوبية من كرش الغابة والمعروفة اليوم باسم «الكومبيس» campus نسبة للمركب الجامعي ومحيطه التجاري والخدماتي «عليسة» وإلى حدود المنار 1 والمنزه التاسع.

### روس الحرائق
وهي المعروفة باسم حي النصر 2 ويعرف أنه اطلقت عليها هذا الاسم نظرا للطبيعة الجبلية للمنطقة ووعورة التضاريس وكثافة الغابات حيث لم يكن يسهل التفطن للحرائق التي تنشب فيها إلا من خلال رؤية الدخان المتصاعد عبر جبال المنطقة.